# أم كرز الخزاعية الكعبية
أم كرز الخزاعية الكعبية صحابية من صحابة رسول الله، أسلمت عام الحديبية، وروت عن النبي حديثًا واحدًا.

## سيرتها
روى ابن سعد في الطبقات: أم كرز الخزاعية الكعبية المكية أسلمت يوم الحديبية والنبي صلى الله عليه وآله وسلم يقسم لحوم بدْنه، فأسلمت، ولها حديث في العقيقة أخرجه أصحاب السنن الأربعة. روى عنها الحديث عبد الله بن عباس وعطاء وطاوس ومجاهد وسباع بن ثابت وعروة بن الزبير، وغيرهم. روت عن الرسول حديث العقيقة، في رواية أحمد بن حنبل في مسنده: حدثنا هشيم قال أخبرنا منصور عن عطاء عن حبيبة بنت ميسرة عن أم كرز الكعبية الخزاعية عن النبي صلى الله عليه وسلم في العقيقة فقال: «عن الغلام شاتان مكافأتان وعن الجارية شاة».